# إنريكي إيرنيستو شو
إنريكي إيرنيستو شو (بالإسبانية: Enrique Shaw)‏ هو شخصية أعمال أرجنتيني، ولد في 26 فبراير 1921 في باريس في فرنسا، وتوفي في 27 أغسطس 1962 في بوينس آيرس في الأرجنتين بسبب سرطان.